# John Woo
John Woo, nato Wu Yu-sen (cinese 吳宇森, pinyin Wú Yǔsēn) (Canton, 22 settembre 1946), è un regista e sceneggiatore hongkonghese, celebre per la regia di film d'azione.
Considerato tra i maestri del cinema d'azione di Hong Kong, è divenuto noto in patria e a livello internazionale negli anni '80 grazie a cult come A Better Tomorrow (1986), A Better Tomorrow II (1987), The Killer (1989), Bullet in the Head (1990) e Hard Boiled (1992).
Successivamente si è trasferito a Hollywood, dove ha girato blockbuster di successo come Nome in codice: Broken Arrow (1996), Face/Off (1997) e Mission: Impossible 2 (2000). Finito il periodo hollywoodiano, è tornato in Cina dirigendo film come il kolossal La battaglia dei tre regni - Red Cliff (2008).
Nel 2010 gli è stato assegnato il Leone d'oro alla carriera alla Mostra del Cinema di Venezia.

## Biografia
La sua famiglia si è trasferita nei primi anni cinquanta ad Hong Kong. Nel 1969 è stato assunto come supervisore di sceneggiatura al Cathay Film Studio e due anni più tardi come aiuto regista per la Shaw Brothers, casa di produzione specializzata in film di arti marziali. Il suo debutto alla regia è stato in The Young Dragons (1973). Nel 1975 ha diretto l'allora sconosciuto Jackie Chan in Countdown in Kung Fu. Il suo periodo hongkonghese a partire dalla regia di A Better Tomorrow (1986) è stato contrassegnato dall'utilizzo frequente del suo attore feticcio Chow Yun-fat, che dirigerà anche nel suo ultimo film asiatico, Hard Boiled, insieme al più giovane Tony Leung.

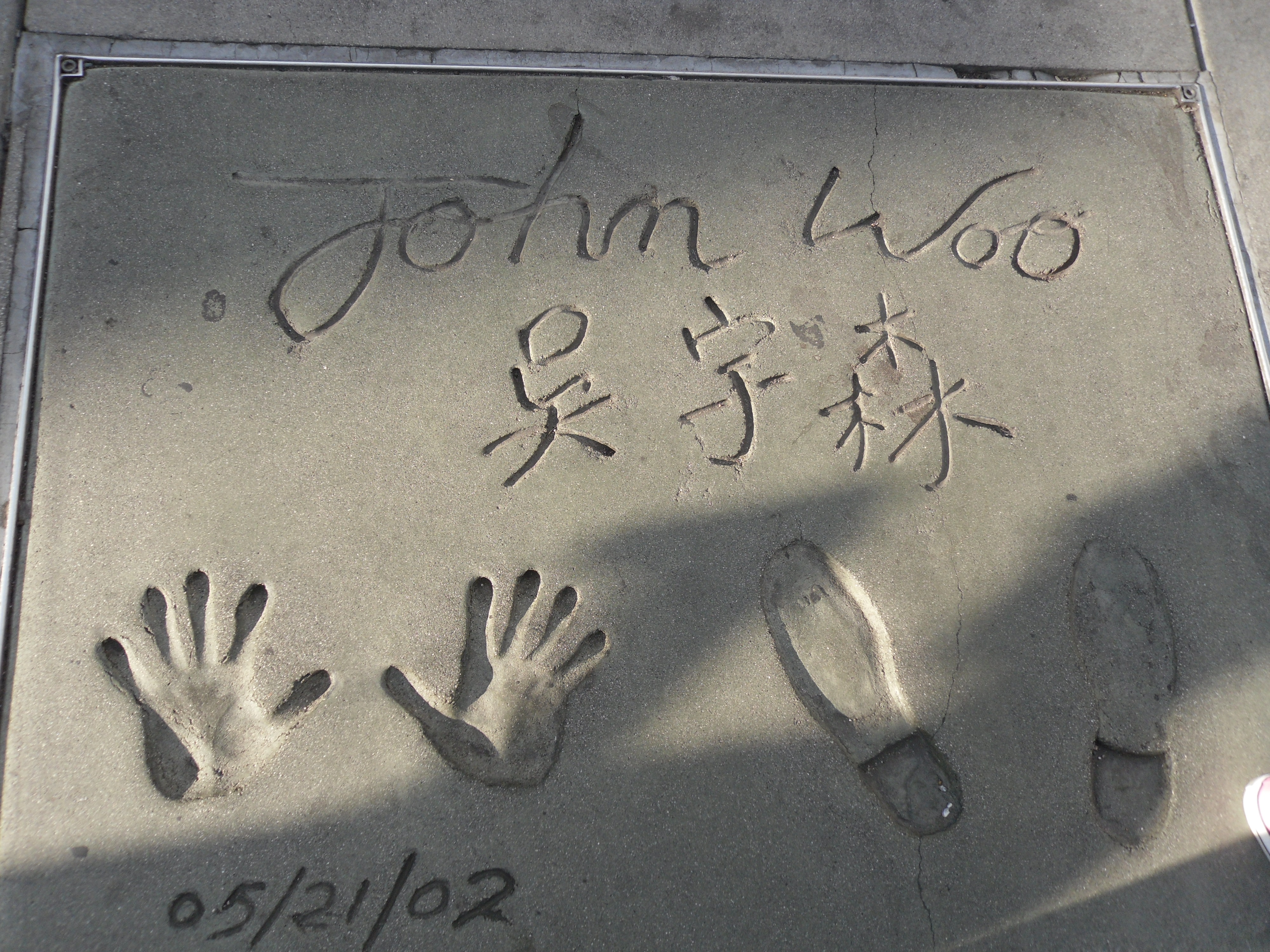
La firma e le impronte di John Woo nel TCL Chinese Theatre di Los Angeles

Altri film da lui diretti sono The Killer (1989), Senza tregua (1993), primo film americano del regista con Jean-Claude Van Damme e prodotto dal suo fan Sam Raimi, Nome in codice: Broken Arrow del 1996 con John Travolta e Christian Slater, Face/Off, Mission: Impossible 2 del 2000 con Tom Cruise, Windtalkers del 2002 con Nicolas Cage e Paycheck del 2003 con Ben Affleck.
Ha prodotto per il regista esordiente Alexi Tan il film Blood Brothers, una pellicola noir ambientata nella Cina degli anni trenta, presentata in chiusura alla 64ª Mostra internazionale d'arte cinematografica di Venezia. Nel 2007 ha scritto anche la trama del videogioco Stranglehold, sequel ideale di Hard Boiled, per la Midway Games. Alla 67ª Mostra internazionale d'arte cinematografica di Venezia gli è stato assegnato il Leone d'Oro alla carriera.

## Filmografia

### Regista

#### Cinema
- Farewell My Buddy (Guoke yu shuang yan) (1974) - Riedito come The Young Dragons (铁汉柔情, Tie han rou qing) (1975) e conosciuto anche come Ninja Kids
- The Dragon Tamers (女子跆拳道群英会, Nu zi tai quan qun ying hui) (1975)
- Princess Chang Ping (帝女花, Dinü hua) (1975)
- Hand of Death alias Countdown in Kung Fu (少林门, Shaolin Men) (1976)
- Money Crazy (发钱寒, Fa qian han) (1977)
- The Brave Lion (1977)
- Follow the Star (大煞星与小妹头, Da sha xing yu xiao mei tou) (1978)
- Hello, Late Homecomers (哈罗，夜归人, Ha luo, ye gui ren) (1978)
- Háoxiá (豪侠, Hao xia) (1979)
- From Riches to Rags (钱作怪, Qian zuo guai) (1980)
- To Hell with the Devil (摩登天师, Mo deng tian shi) (1981)
- Laughing Times (滑稽时代, Hua ji shi dai) (1981)
- Lam Au Chun No. 3 (八彩林亚珍, Ba cai Lin Ya Zhen) (1982)
- The Time You Need a Friend (笑匠, Xiao jiang) (1984)
- Run Tiger Run (两只老虎, Liang zhi lao hu) (1985)
- Heroes Shed No Tears (英雄无泪, Ying xiong wei lei) (1986)
- A Better Tomorrow (英雄本色, Ying huang boon sik) (1986)
- A Better Tomorrow II (英雄本色 II, Ying huang boon sik II) (1987)
- The Killer (喋血双雄, Die xue shuang xiong) (1989)
- Just Heroes (义胆群英, Yi dan qun ying) (1989), co-regia insieme a Wu Ma
- Bullet in the Head (喋血街头, Die xue jie tou) (1990)
- Once a Thief (纵横四海, Zong heng si hai) (1991)
- Hard Boiled (辣手神探, Lashou shentan) (1992)
- Senza tregua (Hard Target) (1993)
- Nome in codice: Broken Arrow (Broken Arrow) (1996)
- Face/Off - Due facce di un assassino (Face/Off) (1997)
- Mission: Impossible 2 (2000)
- Windtalkers (2002)
- Paycheck (2003)
- La battaglia dei tre regni (Chi bi, 赤壁) (2008)
- La congiura della Pietra Nera (Jianyu, 剑雨), co-regia insieme a Su Chao-pin (2010)
- The Crossing (Taipíng lun, 太平轮) (2014)
- Manhunt (Zhui bu, 追捕) (2017)
- Silent Night - Il silenzio della vendetta (Silent Night) (2023)
- The Killer (2024)

#### Cortometraggi
- Sijie (HK 1968), coregia di Kei Sek
- Ouran (HK 1968)
- Hostage (USA 2002)
- All the Invisible Children: episodio Song Song and Little Cat (2005)

#### Televisione
- Soluzione estrema (Once a Thief) – film TV (1996)
- Blackjack (Blackjack) – film TV (1998)
- The Robinsons: Lost in Space – film TV (2004)

### Attore
- A Better Tomorrow (英雄本色, Ying huang boon sik) (1986)
- Hard Boiled (辣手神探, Lashou shentan) (1992)

## Doppiatori italiani
- Mauro Magliozzi in A Better Tomorrow
- Guido Sagliocca in Hard Boiled

## Nella cultura di massa
- Viene citato all'interno del videogioco Max Payne, la cui particolare tecnica di gioco, denominata Bullet time, è stata ispirata proprio dalle opere del regista cantonese.